# Grand Prix automobile du Danemark
Le Grand Prix automobile du Danemark est une épreuve de course automobile disputée entre 1960 et 1962. Elle a fait partie des courses de Formule 1 hors-championnat du monde.

## Historique
Le Grand Prix automobile du Danemark, disputée entre 1960 et 1962 fait partie des courses de Formule 1 hors-championnat du monde.
il s'est tenu sur le Roskilde Ring (en), près de Roskilde. Le circuit, très petit, fait à peine 1,19 km de long. Les monoplaces de Formule 1 parvenaient à réaliser un tour complet en 42 secondes. La taille du circuit en limitait les possibilités d'affluence et de fait, n'a pas été intégré au championnat du monde de Formule 1. Malgré une existence relativement courte au cours des années 1960, le Grand Prix a vu se dérouler des passes d'armes mémorables.
Contrairement à l'organisation des autres Grands Prix, celui du Danemark se déroule, selon les cas, en deux à trois manches. La course inaugurale, en 1960, disputée selon les règles de la Formule 2, est remportée par Jack Brabham sur une Cooper-Climax ; elle est marquée par la mort du néo-zélandais George Lawton. 
L'année suivante, l'épreuve se dispute selon les règles de la Formule 1 ; Stirling Moss l'emporte sur une Lotus-Climax, de UDT Laystall Racing Team. 
Pour la dernière année de son existence, l'australien Jack Brabham est à nouveau vainqueur, sur une Lotus-Climax engagée par sa propre écurie, Brabham Racing Organisation.
Les courses suivantes se sont déroulées sous la réglementation de Formule 3.

## Palmarès
| Année     | Vainqueur         | Voiture             | Catégorie      | Circuit              | Résultats |
| --------- | ----------------- | ------------------- | -------------- | -------------------- | --------- |
| 1960      | Jack Brabham      | Cooper-Climax       | Formule 2      | Roskilde Ring (en)   | Résultats |
| 1961      | Stirling Moss     | Lotus-Climax        | Formule 1      | Roskilde Ring (en)   | Résultats |
| 1962      | Jack Brabham      | Lotus-Climax        | Formule 1      | Roskilde Ring (en)   | Résultats |
| 1963      | Peter Revson      | Cooper-BMC          | Formule Junior | Roskilde Ring (en)   | Résultats |
| 1964      | Hartvig Conradsen | Cooper-BMC          | Formule Junior | Roskilde Ring (en)   | Résultats |
| 1965      | Kurt Ahrens       | Brabham-Ford        | Formule 3      | Roskilde Ring (en)   | Résultats |
| 1966      | Ingvar Pettersson | Tecno-Ford          | Formule 3      | Roskilde Ring (en)   | Résultats |
| 1967-1972 | Non couru         | Non couru           | Non couru      | Non couru            | Non couru |
| 1973      | Randy Lewis       | Brabham-Ford        | Formule 3      | Roskilde Ring (en)   | Résultats |
| 1974      | Jac Nelleman (en) | GRD-Ford            | Formule 3      | Jyllands-Ringen (en) | Résultats |
| 1975      | Jac Nelleman (en) | GRD-Ford            | Formule 3      | Jyllands-Ringen (en) | Résultats |
| 1976      | Jac Nelleman (en) | Van Diemen-Toyota   | Formule 3      | Jyllands-Ringen (en) | Résultats |
| 1977      | Jac Nelleman      | Chevron-Toyota      | Formule 3      | Jyllands-Ringen (en) | Résultats |
| 1978-1994 | Non couru         | Non couru           | Non couru      | Non couru            | Non couru |
| 1995      | Toni Teittinen    | Reynard-Mugen-Honda | Formule 3      | Jyllands-Ringen (en) | Résultats |